# インドの宗教間対立
インドの宗教間対立（インドのしゅうきょうかんたいりつ）では、インド国内における宗教間の対立問題およびパキスタンなどの近隣諸国との間で発生している「宗教に起因するトラブル」を解説する。インド国民の80%以上が信仰するヒンドゥー教は信仰や教義の面で他宗派にたいして寛容であること、13世紀から18世紀にかけて北インドを支配したイスラム教徒のデリー・スルターン朝やムガル帝国は帝国の安定化のためヒンドゥー教徒との融和策を積極的に行ったことから、一般のインド人は他人の信仰に寛容である。にもかかわらず20世紀に入って以後インド国内で宗教間の対立が目立ち始め、現在に至っている。これはインドを植民地として支配したイギリスが、インド人民が団結して植民地支配に反対することができないよう、宗教間やカースト間の違いを強調して対立をあおる「分割統治」の政策を行ったことが大きな要因である。ヒンドゥー教徒とイスラム教徒の対立は1947年の植民地からの独立時に、もともと一体であったインドが宗教の違いによって
2つの国家となるインド・パキスタン分離独立という事態となった。建国後の両国は激しく対立し、3次にわたる印パ戦争を起こしている。またインド国内でもヒンドゥー至上主義者が扇動した暴動事件やイスラム教過激派によるテロ事件がしばしば発生している。
なおインド南部では他の地域に比べ宗教間の対立は目立たない。

## インドの宗派別人口
下にインドにおける2001年の宗派別人口と構成比を表にまとめた。（この表の人口は、イスラム教徒が多くパキスタンとの間で帰属が問題となっているジャンムー・カシュミール州を除いている。）イギリスからの独立時に多数のイスラム教徒がパキスタンへ移住したが、インド国内にも1億を超えるイスラム教徒が居住している。主に上位4宗派間で対立や紛争が目立つが、2013年には仏教に対するテロ事件も起きている。仏教はインドで興ったが13世紀にはインド内では消滅し、現在の仏教徒は20世紀に入って主にヒンドゥー教の下位カーストの人たちが集団で改宗したものである。またジャイナ教は生活において厳しく非暴力アヒンサーを徹底している。
| 宗教         | 人口（万人） | 比率(%) |
| ------------ | ------------ | ------- |
| ヒンドゥー教 | 82,760       | 81.4    |
| イスラム教   | 13,819       | 12.4    |
| キリスト教   | 2,408        | 2.3     |
| スィク教     | 1,922        | 1.9     |
| 仏教         | 795          | 0.8     |
| ジャイナ教   | 423          | 0.4     |

## ヒンドゥー教徒とイスラム教徒の対立の歴史
インドのイスラム教は西アジアからの征服王朝として始まった。1186年にゴール朝のムハンマドがパンジャーブ地方を支配し、1206年にはゴール朝の司令官アイベグがデリーでゴール朝から独立してイスラム教の政権を樹立した。その後も王朝が変わりながらもイスラム教徒がデリーを根拠地として北インドを支配した（デリー・スルターン朝）。デリー・スルターン朝の異教徒に対する態度は、イスラム教徒が圧倒的に少ないということもあって寛容であった。またヒンドゥー教徒もイスラム教徒を信仰の異なる「異教徒」と認識せず、トルコから来た騎馬軍団と認識していた。デリー・スルターン朝の後、1526年にやはりイスラム教徒を皇帝とするムガル帝国が北インドを支配したが、ヒンドゥー教徒を統治機構に迎えたり、皇帝がヒンドゥー教の藩王（ラージャ）家の女性を娶るなど積極的に融和策を取った。しかしムガル帝国第6代皇帝アウラングゼーブが「イスラム国家」の建設を目指したため、この融和的な状況が崩れ始め、同時にムガル帝国の弱体化が始まった。

### イギリス植民地時代
イギリス東インド会社は17世紀にインドに進出し、1765年にはムガル皇帝からベンガル州とビハール州の徴税権を与えられた。その後イギリス東インド会社は支配地を広げて行き、1857年のインド大反乱の後イギリス政府が直接インドを統治するようになった。イギリスの植民地政策の基本は「分割統治」すなわちインド国内の政治勢力をできるだけ分断して、イギリスに対する発言力を低下させるものであった。その政策遂行の一環として1871年から72年にかけて行われた第1回国勢調査で、個人の「宗教」と「カースト」が問われた（国勢調査は以後10年おきにインドで実施される）。ヒンドゥー教は多数の神々を持ち多様な祭祀を行うため他宗教との区別があいまいであったが、この時からインドの宗教としての「ヒンドゥー教」という明確な枠組みが与えられ、「イスラム教」の信者たちとの民衆レベルでの紛争が始まった。
イギリスはインド人民の反英感情に対する融和策として1885年にインド国民会議を召集した。インド国民会議は人口の多数を占めるヒンドゥー教徒が主体であったが次第に反英的になったため、少数派として不満を持っていたイスラム教徒をイギリスが懐柔して1906年に親英的なインドムスリム連盟を設立した。インドムスリム連盟は第一次世界大戦後に反英に転じ「インド国民会議」と同様にイギリスからの独立を目指すが、この独立運動中にもヒンドゥー至上主義の台頭やイギリスの政治的策動などにより、宗派間での暴動が生じ数千人の死者が出た。この対立のため1947年のイギリスからの独立に際し、インドとパキスタンという分離国家の設立を余儀なくされた。両国の分離独立は双方の反目を促し、パキスタンからインドへ逃れるヒンドゥー教徒や逆のイスラム教徒の難民が大量に発生し、その行き交う中で虐殺事件も多く発生した。

### インド独立後
イギリスからの独立を指導したガンディーは敬虔なヒンドゥー教徒であったが、ヒンドゥー教徒とイスラム教徒の融和を唱えたため、1948年に狂信的なヒンドゥー主義者によって暗殺された。
イギリスからの独立直後から現在まで、カシュミール地方の帰属をめぐって1947年から1971年までの間に3回に及ぶ印パ戦争が起こるなど、インドとパキスタンの険悪な状態は続いている。またインド国内でのイスラム過激派によるテロや、ヒンドゥー至上主義者による暴動やテロ、他宗派への嫌がらせなどが頻発している。
ヒンドゥー至上主義者の団体として、1925年に「インド人青年の精神の向上と団結の強化」を目的に設立された団体の民族義勇団（または民族奉仕団）略称RSSがある。ガンディーを暗殺した青年は民族義勇団の関連団体に所属していたため、事件直後から1949年7月までこの組織は非合法とされたこともあった。民族義勇団はインドの政党であるインド人民党へ多くの人材を輩出しており、このインド人民党は1998年から2004年までの間、バジパイ首相を擁して他党との連立政権としてインドの政権を担った。また過激な言動や活動を行うヒンドゥー聖職者の団体である「世界ヒンドゥー協会」が1964年に設立され、インド国内のイスラム教への攻撃を指導している。この団体が1992年にバーブリー・マスジド破壊事件を煽動した。

### バーブリー・マスジド破壊事件
インド北部のアヨーディヤーは、インドの叙事詩ラーマーヤナの主人公ラーマ王子の生誕地とされ、ヒンドゥー教徒の重要な聖地である。1528年この地にムガル帝国初代皇帝バーブルがイスラム教の礼拝所モスクを建設し、バーブリー・マスジド（バーブルのモスク）と名づけられた。1980年代後半以後ヒンドゥーの聖地に存在するモスクに対しヒンドゥー至上主義者たちの反感が高まり、1992年12月6日に「世界ヒンドゥー協会」のメンバーが先頭となり多数の暴徒化したヒンドゥー教徒がモスクに押し寄せ、モスクを破壊し倒壊させた。この事件はインド全土に波及し各地で暴動が起こって死者の数は1000人を超えた。
バーブリー・マスジドの跡地は政府が管理していたが、民族義勇団と世界ヒンドゥー協会はこの地にヒンドゥー寺院の建設を認めるよう当時のインド人民党政府に迫り、2002年2月にアヨーディヤーで寺院建設のための大規模な決起集会をインド全土から賛同者を集めて開催した。インド人民党は民族義勇団と近い政党であるが、この時は連立政権の他党の反発を恐れ建設許可を出さず、結果的に裁判所が2002年3月「マスジド跡地での宗教活動の禁止」を命じた。ところが決起集会に参加したグジャラート州の世界ヒンドゥー協会のメンバーが乗った列車がグジャラート州のゴードラー駅でイスラム教の暴徒に放火され、死者58人を出した。事件の翌日からグジャラート州内で暴動が多発し、死者は合計で800人を超えた。

### イスラム過激派が起こしたとされるテロ事件
インド国内ではしばしばテロ事件が起こり、そのかなりの割合がイスラム過激派が起こしたものとされる。事件を起こした過激派はパキスタンから来たとされることが多かったが、2008年以降インディアン・ムジャーヒディーンという組織が関与したとされる事件も起きている。イスラム過激派が起こしたとされる最近の主なテロ事件には以下のものがある。
- 2001年12月13日 インド国会議事堂襲撃事件 - 死者14人
- 2006年7月11日 ムンバイ列車爆破事件 - 死者209人
- 2008年7月26日 グジャラート州アフラマバードで連続爆破事件 - 死者49人
- 2008年9月13日 ニューデリー中心部で連続爆破事件 - 死者25人
- 2008年11月26日 ムンバイ同時多発テロ - 死者172人
- 2013年7月7日 ブッダガヤ爆弾テロ事件 - 仏教寺院が狙われた事件、けが人は出たが死者はなかった
- 2019年2月14日 プルワマ襲撃事件 - 死者40人

## 他の宗派に関する事件
2000年代に入って、外来宗教であるキリスト教に対する風当たりが強まっている。ヒンドゥー過激派によるキリスト教徒に対する嫌がらせをはじめ誘拐・殺人・集落の焼き討ちなどが起こっている。
またスィク教徒の多いパンジャブ州において1970年代後半以降、スィク教徒だけの国「カーリスターン」独立運動が起こり、過激派によるヒンドゥーの政治家の暗殺事件なども頻発した。インド政府はこの運動を弾圧し、最終的には1984年6月過激派の立てこもるアムリトサルの黄金寺院に軍隊が突入し制圧した。しかし軍隊突入を指示したインディラ・ガンジー首相は4ヵ月後にスィク教徒のボディガードに暗殺され、インド国内でスィク教徒に対する報復事件が多発した。なお1990年代以降、インドの経済的な発展に伴いスィク教過激派の活動は沈静化している。